# Lantame Ouadja
Lantame Ouadja (Lomé, 28 de agosto de 1977) é um ex-futebolista profissional togolês que atuava como meia.

## Carreira
Lantame Ouadja representou o elenco da Seleção Togolesa de Futebol no Campeonato Africano das Nações de 1998, 2000 e 2002.